# Thaumatogelis sardous
Thaumatogelis sardous är en stekelart som beskrevs av Schwarz 2001. Thaumatogelis sardous ingår i släktet Thaumatogelis och familjen brokparasitsteklar. Inga underarter finns listade i Catalogue of Life.